# Ausbluten (Fotografie)

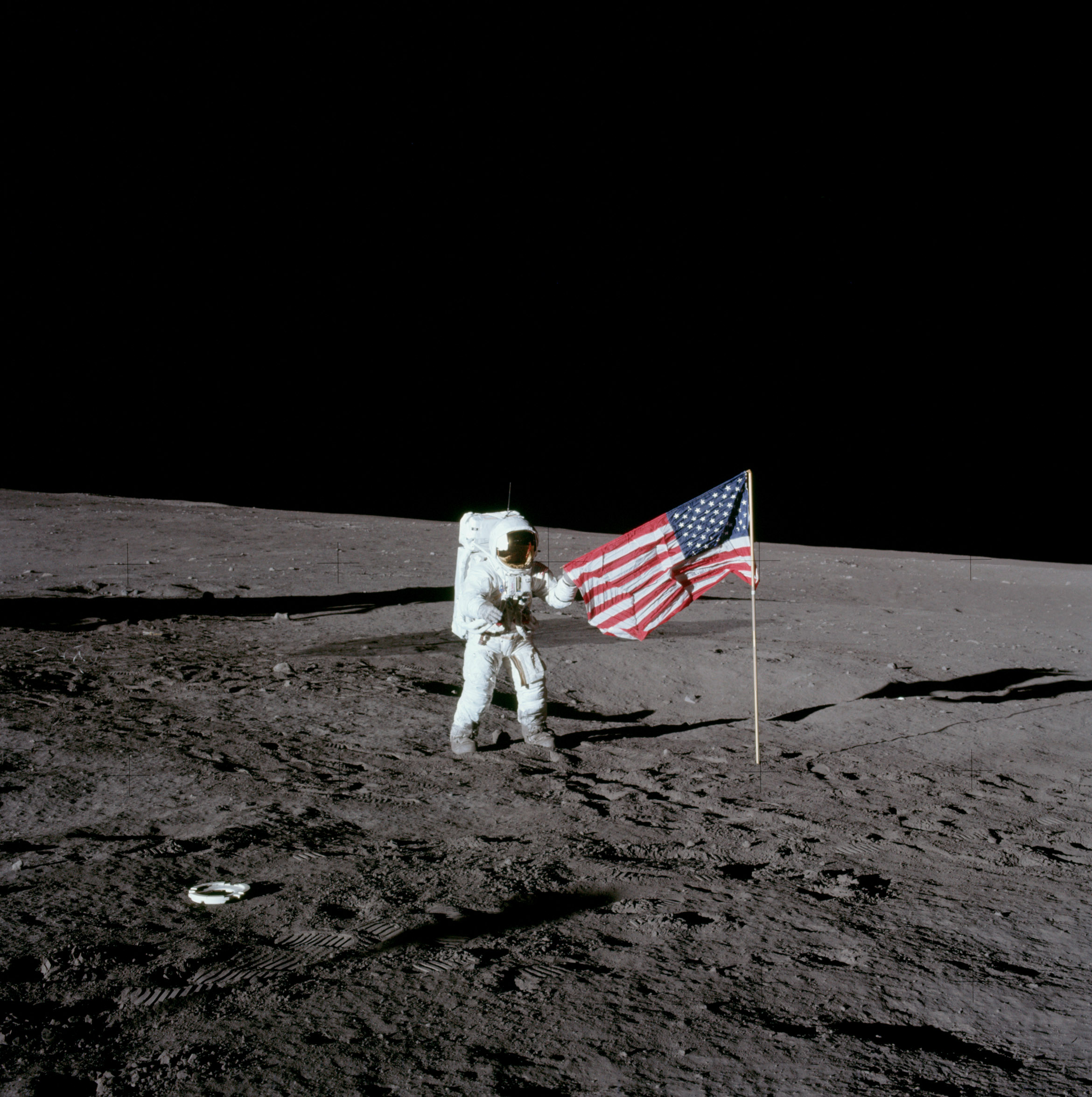
Typisches Ausbluten an den Rasterkreuzen (am Arm sowie am Fahnenmast)

Das Ausbluten (auch Auslöschung) ist der meist unerwünschte Effekt des Ineinanderlaufens von Farbgrenzen in der Fototechnik. Elemente des Motivs können dabei überdeckt werden. Ein bekanntes Beispiel stammt von den Aufnahmen der Apollo-Mondlandungsflüge (siehe Abbildung).
Verwendung findet der Begriff auch im Bereich der gedruckten Medien, wo ein ähnlicher Effekt auftreten kann.